# Copas oficiales de la Liga Rosarina de Fútbol y de la Asociación Rosarina de Fútbol
Paralelamente a la Copa Nicasio Vila (campeonato de Primera División de la Liga Rosarina de Fútbol), la L.R.F. organizaba Copas locales oficiales con sus equipos.

## 1905-1930: copas organizadas por la Liga Rosarina de Fútbol

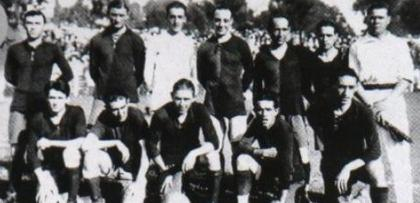
Equipo de Newell´s Old Boys que derrotó 3 a 1 a Rosario Central en la final de la Copa Estímulo de 1925.

El primer torneo de Copa que organizó la Liga Rosarina de Football fue la "Copa Damas de Caridad", cuyas recaudaciones se destinaban con fines benéficos. El trofeo fue donado por la Sociedad de Damas de Caridad. Esta copa, era disputada por todos los equipos de Primera División, y se jugó entre 1910 y 1916 inclusive. Su forma de disputa era de eliminación directa, y la misma se jugaba luego de la finalización del torneo de Liga. 
En 1922 la Liga Rosarina de Fútbol organizó una Copa oficial llamada “Estímulo”. La misma, se disputó en la segunda mitad del año y tuvo a todos los equipos divididos en dos zonas: la "A" la ganó Tiro Federal, mientras que la "B" fue ganada por Rosario Central. En la final se impuso el conjunto canalla 1 a 0 con gol de Ennis Hayes y una notable tarea de su arquero Scolari.
En 1925, volvió a jugarse la Copa Estímulo, esta vez con el sistema de disputa de todos contra todos a una sola rueda, con fechas intercaladas con las de la Copa Nicasio Vila de Primera División, que se disputó a la par. El campeón de dicho certamen fue Newells Old Boys.
En 1927, la Liga Rosarina de fútbol organizó una copa oficial que se disputó en el último trimestre de aquel año, la cual se llamó Copa Schlau. Esta Copa fue donada por la Cervecería Schlau, por lo que la Liga le puso ese nombre en lugar de ponerle "Estímulo", como ya era habitual llamarla. Se jugó en dos zonas todos contra todos: en la Zona "A" Rosario Central terminó primero junto a Nacional de Rosario (hoy llamado Argentino de Rosario), y luego Nacional ganó el desempate y fue a la final. En la Zona "B", Tiro Federal terminó primero. La final se jugó el 18 de diciembre de 1927 y la ganó Tiro Federal 2 a 0.

## 1931-1938: copas organizadas por la Asociación Rosarina de Fútbol
En el año 1931 el fútbol argentino sufre una gran transformación. Los futbolistas pasan del amateurismo al profesionalismo, y de esta manera comienzan a cobrar sueldos por su trabajo como futbolistas. Así, en Rosario se crea la nueva Asociación Rosarina de Fútbol que reuniría a la mayoría de los clubes que hasta el momento eran parte de la antigua Liga Rosarina de Fútbol; mientras en el país comenzarían a disputarse los primeros campeonatos profesionales de Argentina.

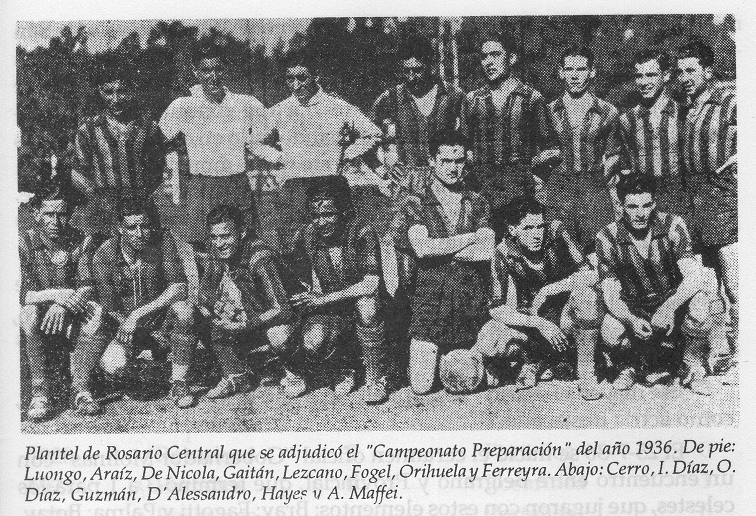
Equipo de Rosario Central que derrotó 3 a 2 a Newells Old Boys en la final del Torneo Preparación de 1936.

A fines de ese 1931, la flamante Asociación Rosarina realizó antes de terminar el año un campeonato corto, con juegos eliminatorios a un partido. En la final se enfrentaron Tiro Federal y Central Córdoba, que con goles de "el chueco" Vicente Aguirre, Medina, y dos de Morales ganó 4 a 0 y tuvo su recompensa a tan buena temporada: el club del barrio Tablada ganó así su primer título oficial de primera división.
En 1933, la Asociación Rosarina volvió a implementar la Copa Estímulo como inicio a la competición de la Liga oficial, y el ganador fue Newell´s.
Ya en 1934, la A.R.F. decide cambiar el nombre del torneo, y lo llama Torneo Preparación de la Asociación Rosarina de Fütbol. Al igual que la Copa Estímulo, este fue un campeonato oficial profesional organizado por la Asociación Rosarina, y marcaba el inicio de la temporada futbolística rosarina previo al comienzo del Torneo Gobernador Luciano Molinas (liga de Primera División profesional). Se jugaba desde abril hasta fines de junio con el sistema de todos contra todos en una sola rueda. El primer campeón fue Central Córdoba. Esta copa se jugó desde ese 1934 hasta 1936 inclusive. 
Ya en 1937, el Torneo Preparación fue reemplazado por el Torneo Hermenegildo Ivancich, en honor al fallecimiento de quien fuera el presidente de la ARF y exdirigente de Newells, Hermenegildo Ivancich. El sistema de disputa era el mismo: todos contra todos a una sola rueda. En su primera edición, en 1937, se jugó después del Torneo Molinas, mientras que en su segunda edición, en 1938, se jugó íntegramente antes del comienzo del Torneo de Primera División profesional. El campeón del primer torneo fue Rosario Central.

## Lista de campeones

### Campeones de la Copa Damas de Caridad
- 1910: Rosario Central
- 1911: Tiro Federal
- 1912: No se disputó
- 1913: Newell's Old Boys
- 1914: Rosario Central
- 1915: Rosario Central
- 1916: Rosario Central

### Campeones de la Copa Estímulo
- 1922 Rosario Central
- 1925 Newell's Old Boys
- 1927 Tiro Federal (Copa Schlau)
- 1931 Central Córdoba
- 1933 Newell's Old Boys

### Campeones del Torneo Preparación
- 1934 Central Córdoba
- 1935 Argentino de Rosario
- 1936 Rosario Central

### Campeones del Torneo Ivancich
- 1937 Rosario Central
- 1938 Argentino de Rosario

A partir de 1939, al ingresar Rosario Central y Newell´s Old Boys a los campeonatos profesionales de AFA, disputan este torneo con futbolistas juveniles que no son profesionales, y la copa comenzó a perder trascendencia.

## Campeones de las 4 copas oficiales de la Liga y la Asociación Rosarina de Fútbol
- Rosario Central: 7 títulos

- Newell´s Old Boys: 3 títulos

- Argentino de Rosario: 2 títulos

- Central Córdoba: 2 títulos

- Tiro Federal: 2 títulos